# MBC音楽キャンプ下半身露出事故
MBC音楽キャンプ下半身露出事故（エムビーシーおんがくキャンプかはんしんろしゅつじこ）は、2005年7月30日、韓国・MBCテレビの音楽番組だった『音楽キャンプ』の生放送で、インディーズバンドカウチのメンバー1人とスパイキー・ブラッツのメンバー1人がパンツを脱いで下半身を露出したシーンが約6、7秒間放送された放送事故である。カウチ事件としても多く知られている。

## 概要
2005年は、インディーズバンドが一般の地上波放送に出演するほど影響力が大きくなっていた時期だったが、MBCの音楽番組『音楽キャンプ』は、インディーズバンドを紹介するために「この歌、どうですか」コーナーを新設した。このコーナーに出演したインディーズバンドラックスは、パンク人たちと共に〈今から最後まで〉を熱唱していた。ラックスの公演中、舞台に上がったスパイキー・ブラッツのメンバー1人とカウチのメンバー1人が突然パンツを脱いで、下半身を露出したまま走るシーンが約6、7秒間電波に乗った。これにカメラは慌てて方向を変えたが、すでに電波に乗った後だった。放送が終わる頃、当時番組のMCを務めていたMCモンとシンジが謝罪したほか、MBCは当日のニュースデスクの冒頭で謝罪字幕を出した。

## 余波
この事件により『音楽キャンプ』は打ち切られ、約3ケ月間の空白期を経た後、2005年10月29日、『ショー!K-POPの中心』としてリニューアルされたが、生放送事故を防ぐために、5分間放送を遅延させる方式が導入された。
また、この事件のあと、韓国国内のインディーズバンドは、EBSを除く韓国の地上波各社の番組への出演が2009年まで禁じられ、事件を起こしたカウチのメンバー1人とスパイキー・ブラッツのメンバー1人には公然わいせつ罪や業務妨害罪などが適用され、それぞれ懲役10か月と懲役8か月・執行猶予2年に処された。